# Biolog

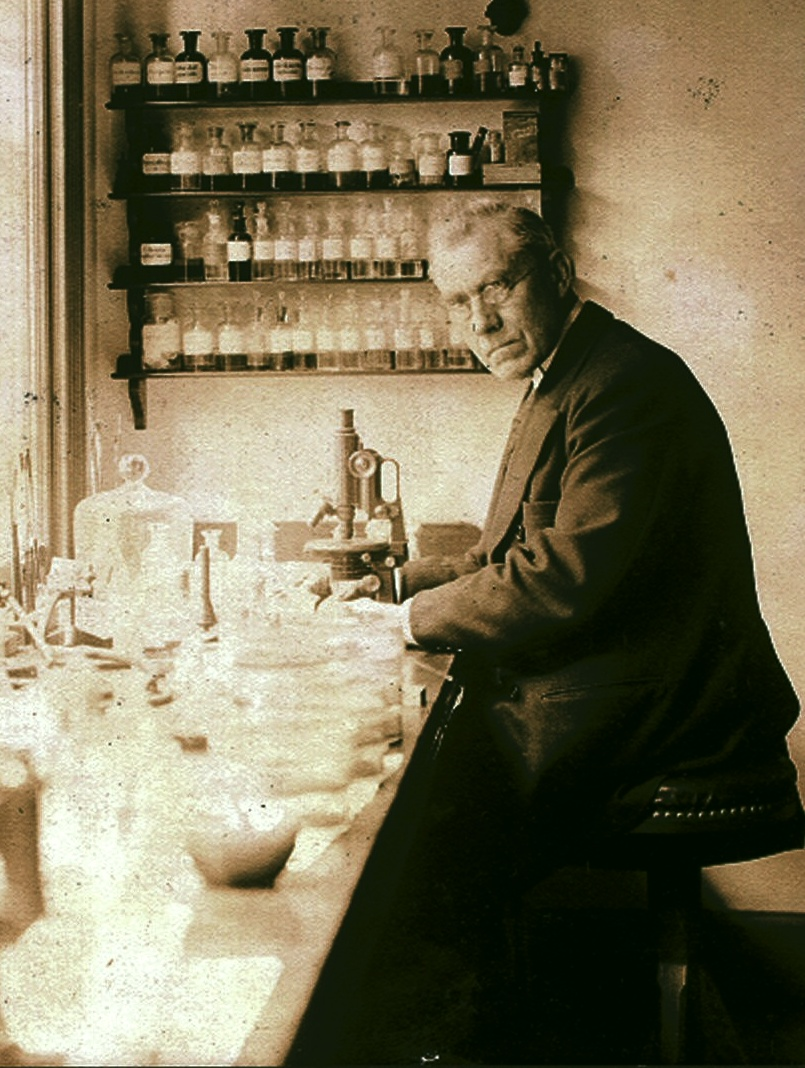
Martinus Willem Beijerinck, botanist și microbiolog

Un biolog este o persoană sau un om de știință care studiază ființe vii și comportamentul lor în relație cu mediul sau predă materia biologie în învățământ.

## Formare
Sunt multe tipuri de biologi. Unii lucrează pe microorganisme în timp ce alții studiază organisme pluricelulare. Sunt diferențe foarte mari între subdomeniile biologiei, ca botanica, zoologia, microbiologia, genetica și biologia evolutivă, și este adesea greu să se clasifice un biolog ca făcând parte din aceste domenii. Multe proiecte de cercetare în biologie ca domeniu necesită un studiu academic.

## Colaborări științifice interdisciplinare în proiecte de cercetare
Un biolog poate avea suprapuneri în activitatea sa sau colaborări știintifice cu alte tipuri de specialiști ca biochimist, biomatematician, biofizician, etc.